# 2012 (It Ain't the End)
„2012 (It Ain't the End)“ je píseň britského R&B zpěváka Jay Seana. Píseň pochází z jeho čtvrtého studiového alba Freeze Time. Produkce se ujali producenti J Remy a Bobbybass. S touto písní mu vypomohla americká hip-hopová zpěvačka Nicki Minaj.

## Hitparáda
| Země        | Umístění |
| ----------- | -------- |
| Kanada      | 40       |
| USA         | 41       |
| Nový Zéland | 13       |
| Austrálie   | 40       |